# El rumor de la montaña
El rumor de la montaña (山の音 Yama no Oto?) es una novela del escritor japonés Yasunari Kawabata, serializada entre 1949 y 1954. El sonido de la montaña es inusualmente larga para una novela de Kawabata, con 320 páginas en su traducción al español. Al igual que gran parte de su trabajo, está escrito en una prosa breve, similar a la poesía.
El rumor de la montaña fue adaptado como una película del mismo nombre en 1954, dirigida por Mikio Naruse y protagonizada por Setsuko Hara, So Yamamura, Ken Uehara y Yatsuko Tanami.
La traducción al español de la novela corrió a cargo Amalia Sato.
El libro está incluido en la lista de Los 100 mejores libros de todos los tiempos, según el Club de Libros de Noruega.
La traducción de la obra al inglés The Sound of the Mountain, realizada por Edward Seidensticker, ganó el National Book Award de 1971 a la mejor Traducción.

## Trama
La novela se centra en la familia Ogata de Kamakura, y la historia se atestiguan desde la perspectiva de su anciano patriarca, Shingo, un hombre de negocios cercano a la jubilación que trabaja en Tokio. Shingo está experimentando lapsos de memoria temporales, recordando sueños extraños e inquietantes al despertar, y escuchando sonidos, incluido el ruido titular que lo despierta de su sueño, «como el viento, muy lejos, pero con una profundidad como el retumbar de la tierra». Shingo toma el sonido como un presagio de su inminente muerte.
Shingo observa y cuestiona sus relaciones con los miembros de su familia, su esposa Yasuko, su mujeriego hijo Shuichi, su nuera Kikuko y su hija casada Fusako, que abandonó a su marido y regresó a la casa de su familia con sus dos hijas pequeñas. Shingo se da cuenta de que no ha sido realmente un esposo y padre amoroso o comprometido, y percibe las dificultades matrimoniales de sus hijos adultos como el fruto de su pobre crianza.
A fin de dar solución a esto, comienza a interrogar a su secretaria, Tanizaki Eiko, sobre la aventura amorosa de su hijo, ya que conoce a Shûichi socialmente y es amiga de su amante, y en silencio ejerce presión sobre Shuichi para que abandone su infidelidad. Al mismo tiempo, se da cuenta de que ha comenzado a experimentar un vínculo paternal pero erótico con Kikuko, cuyo atractivo físico, devoción filial y silencioso sufrimiento frente a la infidelidad de su esposo contrastan fuertemente con el amargo resentimiento y la falta de belleza de la propia hija de Shingo, Fusako. Para complicar las cosas en su propio matrimonio, está el enamoramiento que una vez tuvo por la hermana mayor de Yasuko, más bella que Yasuko, que murió siendo una mujer joven, pero ahora aparece en sus sueños junto con otros amigos y socios muertos.
La novela se puede interpretar como una meditación sobre el envejecimiento y su consiguiente declive, y llegar a aceptar la propia mortalidad. Aun cuando Shingo lamenta no estar presente para su familia y se culpa por los matrimonios fallidos de sus hijos, el mundo natural cobra vida para él de una manera completamente nueva, provocando meditaciones sobre la vida, el amor y el compañerismo.

## Reacciones
La novela ha recibido grandes halagos por parte de la crítica. Rafael Narbona, escribiendo para El Cultural, elogió la obra diciendo que «es una novela perfecta, con una escritura limpia, precisa, impregnada de erotismo y con la exactitud de la poesía tradicional japonesa, donde no hay nada gratuito, pero nada es definitivo».
Maricruz González, escribiendo para el periódico ecuatoriano La República, dijo que «El rumor de la montaña es una hermosa y profunda novela japonesa que llama a una lectura lenta y reposada, basada en imágenes, sonidos y episodios cuya traducción, espero, no me haya desviado demasiado del mensaje del autor».